# Варнсдорф
Ва́рнсдорф (чеш. Varnsdorf, нем. Warnsdorf, в.-луж. Warnoćicy) — город в самой северной части Чехии, в восточной части Устецкого края, в районе Дечин, на юго-востоке Шлукновского выступа. Через город протекает речка Мандава. Варнсдорф с трех сторон окружён Германией. Он находится в 32 км к востоку от Дечина и в 34 км к северо-западу от Либерца.
Варнсдорф является вторым по численности населения городом района Дечин. Он состоит из городских районов Варнсдорф, Студанка и Светлины. Является центром муниципалитета с расширенными полномочиями, который помимо самого Варнсдорфа включает общины Горни-Подлужи, Дольни-Подлужи, Йиржетин-под-Едловоу, Рибниште и Хршибска. В Варнсдорфе находятся пограничные переходы с Германией: автомобильные Варнсдорф-Зайфхеннерсдорф и Варнсдорф-Гросшёнау и транзитная железнодорожная ветка из Циттау в Айбау.
История города начинается во второй половине XIV века с основанием земледельских хозяйств. В 1868 году, когда поселение считалось крупнейшей деревней Австро-Венгрии, статус был повышен до города. В этом же году в Варнсдорф приехал первый поезд из Дечина и благодаря железнодорожному сообщению началось развитие промышленности, прежде всего машиностроительной и текстильной. Во второй половине XIX века город имел прозвище «маленький Манчестер чешской Голландии». В 1872 году была основана местная епархия старокатолической церкви. В 1947 году здесь прошла Варнсдорфская забастовка, имевшая важное значение в ряду событий 1948 года в Чехословакии. После Второй мировой войны о Варнсдорфе говорили «город молодёжи, садов и фабричных труб».

## Название
Название Варнсдорф означает деревня Вернара. Впервые это название упоминает циттауская хроника в 1341 году в связи с Йиндржихом из Варнсдорфа. Существует легенда, что Вернар предупреждал (нем. warnen — предупреждать, оповещать) путешественников о грабителях, которые водились в окрестностях Варнсдорфа. В отличие от других городов в приграничье, Варнсдорф никогда не переименовывался и не имел чешского названия. Часть города Студанка называлась по-немецки Шёнборн (нем. Schönborn), то есть красивый источник, поскольку город находился у источника. Чешское название город получил в 1945 году переводом немецкого названия. Светлины назывались по-немецки Лихтенхайн нем. Lichtenhain из-за княжеского рода Лихтенштейнов (нем. der Hain — роща, лесок). Современное название появилось в 1945 году в результате ошибочного перевода первой части названия на чешский (нем. das Licht — свет).

## История

### Начало заселения
Область, где сейчас находится Варнсдорф, была заселена ещё в начале нашей эры, когда на территории Богемии жило германское племя Маркоманов, а в Верхней Лужице — племя Семнонов. После поражений, которые эти племена потерпели от римлян, край на месте современного Варнсдорфа на несколько столетий превратился в безлюдную глушь с непроходимыми лесами. Потом лужицкое племя Мильчан выбило из края германцев, которые там пребывали с давних пор. Германцы были вынуждены искать новое место для жизни и некоторые из них осели в долине Мандавы, прежде носившей название Старой реки. Мильчане в XIII веке были вытеснены в ходе немецкой колонизации.
На земле Варнсдорфа первая деревня возникла приблизительно в 1200 году и её владельцем был шляхтицкий род Берков. Позже край принадлежал роду Вартенберков (начиная с 1310), а потом Шлейницам (с 1494). После Шлейницев экономика края выросла благодаря добыче серебра в Йиржетине-под-Едловой.
До конца 14 века в Варнсдорфе находилось рыцарское поместье. От него произошёл современный герб города, белый полумесяц и звезда на синем фоне. Гуситство край практически не задело; земли Варнсдорфа были под охраной Циттау.

### Новое время
В 1570 году Варнсдорф стал самостоятельным поместьем, которым оставался до конца Тридцатилетней войны. В 1620 поместье было конфисковано и в 1641 присоединено к румбуркскому поместью. В ходе Тридцатилетней войны Варнсдорф был занят шведскими войсками. В 1642 году был завоёван и уничтожен находившийся в 7 км замок Тольштейн. После Тридцатилетней войны некатолическое население (около 250 человек) эмигрировало в соседнюю Саксонию, которая начиная с 1635 года считалась заграницей. Податной лист 1653—1655 годов фиксирует в Варнсдорфе 32 имения, 20 брошенных имений и 3 вновь заселенных. Также указываются 25 домов, 10 пустых домов и 34 небольших дома. В 1678 в Варнсдорфе жили 600 человек.
В 1681 поместье выкупил род Лихтеншейтнов, и владел им до 1919 года.
В начале 18 века в Варнсдорфе начала развиваться текстильная промышленность, главным образом полотняные мануфактуры. В 1777 была основана фирма Фрёлих, которая с 1790 производила вельвет. Дальнейшее развитие текстильной промышленности относится к периоду после Наполеоновских войн.
В 1804 император Франц II предложил Варнсдорфу повысить статус до города, но это предложение представители города с благодарностью отвергли. В ходе Наполеоновских войн Англия была неконкурентоспособной в текстильной промышленности, но после войн английские товары вновь заполнили мировые рынки. Местные предприниматели стали провозить контрабандой английскую пряжу из Саксонии, в результате чего появилась безработица на рынке труда в Варнсдорфе. С 1817 по 1837 прошёл ряд успешных выступлений рабочих, которые организованно боролись с фабрикантами, контрабандой импортирующими пряжу.
28 марта 1829 в городе произошёл большой пожар, сгорело 11 домов, два амбара и был сильно повреждён костёл святых Петра и Павла. Были уничтожены костёльные колоколы, часы, орган и люстра.

### Период между1848и1945
В 1849 шесть деревень на месте современного Варнсдорфа объединились в один село, которое насчитывало 9600 жителей и стало таким образом самым большим в Австро-Венгрии. К моменту присвоения императором Францем Иосифом I статуса города в 1868 Варнсдорф насчитывал 14000 жителей.
Во второй половине 19 века началась стремительная индустриализация. В 1869 была проложена железнодорожная ветка из Дечина, которая облегчила доставку сырья, перевозимого по Эльбе из других стран. В Варнсдорфе на стыке XIX и XX веков проходили громкие отмечания праздника 1 мая. Первый такой праздник в 1891 собрал 1600 человек и был разогнан перед городской ратушей жандармами с использованием штыков. В 1900 прошло движение работников мануфактур с требованием десятичасового рабочего дня, собравшее 3000 рабочих.
Чешский историк Йозеф Витезслав Шимак описал Варнсдорф конца 19 века довольно нелестно: «У Варнсдорфа по-настоящему неприглядный вид, даже печальный. В нём нет собственно улиц, лишь дороги и шоссе. Долгостроящиеся фабрики без крыш, неприветливые, грязные дворы вперемешку с деревянными домами и низкими лачугами рабочих»
В Варнсдорфе в 1896 году прошла районная сельско-промышленная выставка, на которой получил медаль алкогольный напиток Stará myslivecká. В начале XX века в городе было около 160 фабрик, и почти 80 % жителей работало в промышленном производстве. Во время Первой мировой войны начались трудности с поставками, нехватка продуктов и произошла эпидемия тифа. Промышленность же развивалась и после войны. Фабрикант Кунерт в 1924 году запустил производство женских чулок.
В 1918 развитое текстильное производство оказалось в глубоком кризисе, после которого уже никогда не достигло прежнего уровня. Причиной стал развал Австро-Венгрии, в результате чего значительная часть покупателей продукции внезапно оказалась за границей.
В 1930 из 22793 жителей к чешской национальности себя относили только 1512 (6,6 % населения города). Большой популярностью в городе пользовалась Судето-немецкая партия Конрада Генлейна. В 1935 Генлейн выступил в Варнсдорфе с речью, которую слушали 12 тысяч человек. Спустя год в 1936 здесь же выступал Клемент Готтвальд, собрав 6 тысяч человек. Конрад Генлейн посетил город ещё раз в 1938. В этом же году агрессивность сторонников Генлейна росла и увеличилось количество стычек с пограничниками. 22 сентября 1938 два пограничника были убиты. 23 сентября в Варнсдорф вступила чехословацкая армия. 30 сентября было подписано Мюнхенское соглашение и 2 октября город заняли войска нацистской Германии.
Военные события 1939—1945 лет практически не коснулись Варнсдорфа; в городе не было боёв и его не бомбили, несмотря на то, что с ноября 1944 ежедневно проходили воздушные тревоги. С конца 1943 город был наводнён беженцами из разрушенных немецких городов и с восточного фронта. Перед концом Второй мировой войны в 1945 произошла публичная казнь Рудольфа Поссельта, немца, который отказался снова отправиться в составе немецкой армии на восточный фронт. В Варнсдорфе в конце войны было несколько сотен угнанных рабочих, которые с наступающим концом войны стали совершать преступления, после чего получали наказания. Двое из этих рабочих 11 мая 1945 были приговорены к смертной казни повешением.

### После 1945 года
Первая часть Красной Армии вошла в Варнсдорф 9 мая 1945, а 19 мая пришла чехословацкая армия. В этот же день были арестованы сотрудники СА и СС. 29 и 31 мая арестованные немецкие профессора и учителя были отвезены через Красну Липу в деревню Доубице, где были отпущены в Германию. 22 июня 1945 прошло первое стихийное выселение немцев, а 19 июля — второе. После Потсдамской конференции стихийные выселения закончились. В следующих месяцах выселение немецкого населения шло как в оккупационные зоны в западной Германии, так и в советские зоны и в места, заселённые преимущественно чехами. Об антипатии в отношении немцев в послевоенное время свидетельствует цитата из варнсдорфской газеты «Пограничник»:
А немцы идут и идут…, второй и третий эшелон тех, кто у нас не был доволен и хотел в Рейх. Сегодня мы их желания исполняем и наконец-то совершенно счастливы, потому что мы этого момента ждали целые столетия
5 марта 1947 произошла забастовка, в которой приняло участие 10000 человек. Она была вызвана спором о фабрике бывшего немецкого владельца еврейского происхождения Эмиля Беера, который по возвращении из эмиграции добивался возврата фабрики. Местный совет депутатов решил, что фабрика будет ему возвращена, и сразу после этого решения в городе была объявлена общая забастовка. Под давлением бастующих и по договорённости с властями суд это решение отменил.
В 1948 году в городе путём объединения мелких фабрик и производств появилось три больших предприятия: Velveta, Elite и TOS Varnsdorf. В 1967 году был открыт пограничный переход в Германию. В открытии перехода принимал участие президент Антонин Новотный. Было построено варнсдорфское водохранилище под названием Машиняк и появился кинотеатр Панорама. В социалистический период в городе построили панельные микрорайоны и были разрушены некоторые исторические объекты, каким был отель Биржа на площади (1642) или Ганишув дом, в котором находилась библиотека. Последним был разрушен 15 июня 1999 купеческий дом «На крылечке» (1771)
В 1961 году Варнсдорф был торжественно объявлен образцовым пограничным городом. В шестидесятых годах режим на границе был несколько ослаблен, поскольку из-за строительства Берлинской стены побеги на территорию ГДР потеряли смысл. Начиная с июня 1965 начался демонтаж проволочных заграждений на границе.
В 1974 году в Варнсдорфе произошло убийство начальника районного отделения службы общественной безопасности Карела Голдхамера. Убийца был приговорен к смертной казни.
В 1980 году деревня Студанка была присоединена к Варнсдорфу.
На первых коммунистических выборах после Бархатной революции в ноябре 1990 победил Гражданский форум, старостой города был выбран Эдуард Вебр. Через семь месяцев после выборов на посту старосты его сменила Анна Дудкова. Во вторых городских выборах старостой города на период 1994—1998 стал Владимир Бартонь. В 1995 было основано общество «Малый регион Мандава—Шпрее», в которое вошли города по обе стороны границы (Сохланд, Шлукнов, Эберсбах, Йиржиков, Румбурк, Нойгерсдорф, Варнсдорф, Дольни-Подлужи, Гросшёнау и Вальтерсдорф). В 1997 прошла реконструкция систем теплоснабжения. В 1996 основана епископская гимназия Варнсдорф. В 1997 открылся первый супермаркет — Билла. С 1998 до 2002 старостой города был Ярослав Томашек. С 2002 по 2010 годы староста — Йозев Полачек из ODS. С 2010 до 2014 года староста — Мартин Лоука. 2 июля 1999 Варнсдорф посетил президент Вацлав Гавел, и 17 октября 2007 президент Вацлав Клаус

## Население
| Год  | Численность | Численность |
| ---- | ----------- | ----------- |
| 1869 | 13 180      | [ 3 ]       |
| 1880 | 17 604      | [ 39 ]      |
| 1890 | 20 654      | [ 39 ]      |
| 1900 | 23 501      | [ 39 ]      |
| 1910 | 25 589      | [ 39 ]      |
| 1921 | 22 242      | [ 39 ]      |
| 1930 | 22 621      | [ 3 ]       |
| 1950 | 15 782      | [ 39 ]      |
| 1961 | 14 089      | [ 39 ]      |
| 1970 | 14 006      | [ 3 ]       |
| 1980 | 16 356      | [ 3 ]       |
| 1991 | 16 266      | [ 3 ]       |
| 2001 | 16 040      | [ 3 ]       |
| 2011 | 15 263      | [ 3 ]       |
| 2014 | 15 664      | [ 40 ]      |
| 2016 | 15 611      | [ 41 ]      |
| 2017 | 15 477      | [ 42 ]      |
| 2018 | 15 429      | [ 43 ]      |
| 2019 | 15 297      | [ 44 ]      |
| 2020 | 15 193      | [ 45 ]      |
| 2021 | 15 117      | [ 46 ]      |
| 2022 | 14 738      | [ 47 ]      |
| 2023 | 14 837      | [ 48 ]      |
| 2024 | 14 716      | [ 49 ]      |
| 2025 | 14 704      | [ 5 ]       |